# جایزه آنتونی
جایزه آنتونی یک افتخار ادبی برای نویسندگان ژانر مرموز است که از سال ۱۹۸۶ در مراسم راز جهان بوشرکن اعطا می‌شود. به افتخار آنتونی بوشر (۱۹۱۱–۱۹۶۸) نام او بر روی این جایزه گذاشته شده‌است که خود یکی از بنیان‌گذاران نویسندگان ژانر مرموز آمریکاست. در میان معتبرترین جوایز دنیای نویسندگان این ژانر، دریافت جایزه آنتونی منجر به موفقیت حرفه ای افراد زیادی شده‌است.

## موضوعات
اعضای این رویداد سالانه آرای خود را اعلام کرده و جوایز در بخش‌های زیر اعطا می‌شوند:
- بهترین رمان
- بهترین رمان نخست نویسنده
- بهترین داستان اصلی کاغذی
- بهترین داستان کوتاه
- بهترین اثر انتقادی/ناداستان
- جایزه خدمات ویژه

ممکن است در این مراسم چندین جایزه با عنوان «اثر غیرقابل پیش بینی» نیز داده شود.